# Holopus mikihe
Holopus mikihe is een zeelelie uit de familie Holopodidae.
De wetenschappelijke naam van de soort werd in 2008 gepubliceerd door Stephen K. Donovan & David L. Pawson.